# Граве, Клаус
Клаус Граве (нем. Klaus Grawe; 29 апреля 1943 — 10 июля 2005) —  немецкий психотерапевт, исследователь психотерапии.

## Биография
Клаус Граве родился 29 апреля 1943 года в Вильстере. Вырос в Гамбурге, где в 1968 году получил ученую степень по психологии. С 1969 по 1979 работал в университетской клинике Гамбург-Эппендорф. В 1976 году получил докторскую степень в Гамбургском университете. Долгое время вёл научные работы по психотерапии в университете города Берна. Позже переехал в Цюрих, где и умер 10 июля 2005 года.

## Исследования

### Критикапсихоанализа
В 1994 году Клаус Граве с группой ученых опубликовал мета-анализ 897 самых значимых эмпирических исследований опубликованных до 1993 года, посвящён изучению эффективности психоанализа и сходных психотерапевтических методик. Граве пришел к следующим выводам: отсутствуют положительные показания для долговременного применения (1017 сессий за 6 лет и более) психоанализа при длительном применении психоанализа существенно повышается риск ятрогенных эффектов кратковременное применение (57 сессий за год) психоанализа (психоаналитической психотерапии) малоэффективно для пациентов со страхами, фобиями и с психосоматическими расстройствами; кратковременное применение уменьшает симптоматики у пациентов со слабо выраженными невротическими и личностными расстройствами. В этой же работе Граве провел мета-анализ 41 работы, в которых сравнивалась эффективность различных методов терапии. Грейве установил: группы пациентов, которые проходили психоаналитическую терапию, показали лучшие результаты, чем контрольные группы, где терапия отсутствовала, а терапевт лишь ставил диагноз; поведенческая терапия оказалась в два раза эффективнее, чем психоаналитическая психотерапия.